# Captain Flip
Captain Flip ist ein Familienspiel der italienischen Spieleautoren Remo Conzadori und Paolo Mori. Das Spiel ist für zwei bis fünf Mitspieler konzipiert und erschien 2024 bei dem Verlag PlayPunk. Im selben Jahr wurde es neben den Spielen Auf den Wegen von Darwin und Sky Team für das Spiel des Jahres nominiert.

## Hintergrund und Ausstattung
In dem Spiel Captain Flip versuchen die Spieler in der Rolle von Piratenkapitänen eine möglichst gute Mannschaft anzuwerben, um wertvolle Schätze in Form von Münzen zu finden.
Das Spielmaterial besteht neben der Spielanleitung aus 72 doppelseitigen Charakterplättchen (neun Charaktere, die jeweils 16-mal vorkommen), einer Schatzkarte, einem Stoffbeutel, drei Spielhilfen, 10 doppelseitigen Abenteuertafeln mit der Darstellung eines Piratenschiffes und 58 Münzen.

## Spielweise
Das Spiel wird mit zwei bis fünf Spielern gespielt, die gegeneinander spielen. Zur Spielvorbereitung werden alle Charakterplättchen in den Stoffbeutel gelegt, die Schatzkarte und die Münzen kommen in die Tischmitte. Jeder Mitspieler bekommt eine zufällig gewählte Abenteuertafel als Piratenschiff und die Spielhilfen mit der Vorstellung der verschiedenen Charaktere und ihren Eigenschaften sowie den Effekten der Abenteuertafeln werden bereitgelegt.
Das Spiel wird reihum gespielt, beginnend mit dem Spieler, auf dessen Abenteuertafel die Piratenflagge abgebildet ist. Der jeweils aktive Spieler zieht zuerst ein zufälliges Charakterplättchen so aus dem Beutel, dass er nur eine Seite sehen kann. Er behält den sichtbaren Charakter oder entscheidet sich dafür, den rückseitigen Charakter zu nehmen – hat er dies getan, darf er sich nicht wieder umentscheiden. Der Spieler legt das Plättchen auf das unterste freie Feld einer beliebigen Spalte seines Piratenschiffs und führt dann den Soforteffekt des Charakters und gegebenenfalls ach den der Tafel aus. Eventuell auf dem Plättchen angegebene Spielende-Effekte werden erst in der Endwertung aktiv.
Sobald eine Person vier Spalten ihrer Abenteuertafel gefüllt hat, wird das Spielende ausgelöst und die laufende Runde wird noch zu Ende gespielt. Danach werden die Spielende-Effekte aller ausliegenden Charaktere und des Piratenschiffs ausgeführt. Wer danach die meisten Münzen hat, gewinnt das Spiel. Bei einem Gleichstand gewinnt der Spieler, der zusätzlich die Schatzkarte in seinem Besitz hat; sollte dieser nicht am Gleichstand beteiligt sein, gewinnen die Beteiligten gemeinsam.

## Ausgaben und Rezeption
Das Spiel wurde von Remo Conzadori und Paolo Mori entwickelt und erschien Anfang 2024 bei dem Spieleverlag PlayPunk auf Italienisch, Deutsch und Englisch sowie in einer mehrsprachigen Version auf Niederländisch, Französisch, Deutsch und Englisch. Im gleichen Jahr wurde es von dem Verlag ADC Blackfire Entertainment auf Tschechisch und Slowakisch veröffentlicht.
Es wurde im Juni desselben Jahres neben den Spielen Auf den Wegen von Darwin und Sky Team für das Spiel des Jahres nominiert; die Jury begründet es damit, dass es sich um ein sehr zugängliches Legespiel mit einfachen Entscheidungen handelt, „bei denen alle mitfiebern“, wodurch „mit sehr geringem Regelaufwand entsteht so ein packendes Spielerlebnis, das bis zum Schluss spannend bleibt.“
Der Spielekritiker Udo Bartsch meint zum Spiel in der spielbox: „Vom Start weg unterhält Captain Flip mit Witz, Spannung und Unterhaltung.“ Er gibt dem Spiel ebenfalls 7 von 10 möglichen Punkten Harald Schrapers vergab ebenfalls 7 von 10 Punkten an das Spiel und beschrieb es in seinem Blog als „lockeres und schnelles Spiel, bei dem man sich nicht allzu sehr über ein unpassendes Plättchen ärgert.“

## Belege
1. 1 2 3 4 5  
Offizielle Spielregeln für Captain Flip, PlayPunk 2024
2. ↑  
Versionen von Captain Flip in der Datenbank BoardGameGeek; abgerufen am 29. Juni 2024.
3. ↑  Captain Flip auf der Website des Spiel des Jahres e.V.; abgerufen am 29. Juni 2024.
4. ↑  Udo Bartsch: Alle, die mit uns auf Trockendock liegen, In: spielbox 3/2024, S. 36–37.
5. ↑  Harald Schrapers: Captain Flip, Rezension im Blog Games we Play; abgerufen am 29. Juni 2024.